# Dylan Larkin
Dylan Larkin (* 30. Juli 1996 in Waterford, Michigan) ist ein US-amerikanischer Eishockeyspieler, der seit Mai 2015 bei den Detroit Red Wings aus der National Hockey League unter Vertrag steht und für diese auf der Position des Centers spielt. Im NHL Entry Draft 2014 wurde er in der ersten Runde an 15. Position ausgewählt und führt das Team seit Januar 2021 als Mannschaftskapitän an.

## Karriere
Larkin spielte in seiner Kindheit auch Basketball, Baseball, Fußball und American Football, konzentrierte sich im Alter von 14 Jahren auf das Eishockeyspielen. Er war vier Jahre lang in der Juniorenmannschaft Belle Tire in Detroit aktiv und gewann mit dieser 2011 die nationale Meisterschaft, bevor er 2012 ins USA Hockey National Team Development Program aufgenommen wurde. In seiner zweiten Saison war er dort zweitbester Torschütze seiner Mannschaft hinter Jack Eichel. Im NHL Entry Draft 2014 wurde der Center anschließend in der ersten Runde an 15. Position von seinem Heimatteam, den Detroit Red Wings ausgewählt.
Im selben Jahr wechselte Larkin an die University of Michigan und lief für die Universitätsmannschaft, die Wolverines, in der National Collegiate Athletic Association auf. Dabei trug er wie sein Idol Steve Yzerman die Rückennummer 19. In seiner Debütsaison wurde Larkin auf Anhieb zweitbester Scorer seiner Mannschaft und wurde als Rookie des Jahres der Big Ten Conference ausgezeichnet und in deren First All-Star Team gewählt. Nach Abschluss der Saison unterzeichnete er einen Einstiegsvertrag über drei Jahre mit den Red Wings und wechselte zunächst für sechs Play-off-Spiele zu deren Farmteam, den Grand Rapids Griffins, in die American Hockey League.
Nach einem erfolgreichen Trainingslager konnte sich Larkin zu Beginn der Saison 2015/16 als erster unter 20-Jähriger seit Mike Sillinger 1990 im NHL-Kader der Red Wings etablieren. Sein erstes NHL-Tor erzielte er beim Saisonauftakt gegen die Toronto Maple Leafs. In den ersten zwei Monaten der Saison gelangen ihm 18 Scorerpunkte in 24 Spielen, sodass er als NHL-Rookie des Monats November ausgezeichnet wurde. Wenige Wochen später wurde er für das NHL All-Star Game 2016 nominiert und ist damit der erste Rookie der Red Wings seit Steve Yzerman, dem diese Ehre zuteilwurde.
Larkin beendete die Saison mit 23 Treffern und 22 Vorlagen, wodurch er zum besten Torschützen der Red Wings in dieser Spielzeit wurde. Zur Saison 2017/18 steigerte er seine Statistik deutlich auf 63 Punkte aus 82 Spielen, womit er erstmals zum Topscorer Detroits avancierte. Anschließend unterzeichnete er im August 2018 einen neuen Fünfjahresvertrag bei den Red Wings, der ihm ein durchschnittliches Jahresgehalt von 6,1 Millionen US-Dollar einbringen soll.
Im Januar 2021 wurde Larkin zum Mannschaftskapitän ernannt, nachdem dieses Amt die letzten zwei Spielzeiten vakant gewesen war. Im März 2023 unterzeichnete er einen neuen Achtjahresvertrag in Detroit, der ihm mit Beginn der Saison 2023/24 ein durchschnittliches Jahresgehalt von 8,7 Millionen US-Dollar einbringen soll.

### International
Dylan Larkin vertrat die Vereinigten Staaten erstmals bei der World U-17 Hockey Challenge 2013. Im folgenden Jahr verhalf er der Nationalauswahl als Assistenzkapitän bei der U18-Junioren-Weltmeisterschaft zum Gewinn der Goldmedaille. Bei der U20-Junioren-Weltmeisterschaft 2015 schied er mit seiner Mannschaft bereits im Viertelfinale aus, wurde mit fünf Toren aus sieben Spielen aber dennoch erfolgreichster Torschütze des Turniers.
Daraufhin wurde Larkin bei der Weltmeisterschaft im selben Jahr erstmals in die Herren-Nationalmannschaft berufen und gewann mit dieser die Bronzemedaille. Als 18-Jähriger war er dabei der zweitjüngste Spieler seiner Mannschaft. Bei der folgenden WM 2016 war er ebenfalls Bestandteil des Team USA, das den vierten Platz belegte, wobei Larkin gemeinsam mit Auston Matthews zum Topscorer (9) des Teams wurde. Bei der Weltmeisterschaft 2018 folgte eine weitere Bronzemedaille.

## Erfolge und Auszeichnungen
| - 2015 Big Ten Rookie des Jahres - 2015 Big Ten All-Rookie Team - 2015 Big Ten First All-Star Team - 2015 NCAA Second All-American Team | - 2015 NHL-Rookie des Monats November - 2016 Teilnahme am NHL All-Star Game - 2022 Teilnahme am NHL All-Star Game - 2023 Teilnahme am NHL All-Star Game |

### International
| - 2013 Bronzemedaille bei der World U-17 Hockey Challenge - 2014 Goldmedaille bei der U18-Junioren-Weltmeisterschaft - 2015 Bester Torschütze der U20-Junioren-Weltmeisterschaft | - 2015 Bronzemedaille bei der Weltmeisterschaft - 2018 Bronzemedaille bei der Weltmeisterschaft |

## Karrierestatistik
Stand: Ende der Saison 2024/25

### International
| Vertrat die USA bei: - World U-17 Hockey Challenge 2013 - U18-Junioren-Weltmeisterschaft 2014 - U20-Junioren-Weltmeisterschaft 2015 - Weltmeisterschaft 2015 - Weltmeisterschaft 2016 | - Weltmeisterschaft 2017 - Weltmeisterschaft 2018 - Weltmeisterschaft 2019 - 4 Nations Face-Off 2025 | Vertrat Team Nordamerika bei: - World Cup of Hockey 2016 |

(Legende zur Spielerstatistik: Sp oder GP = absolvierte Spiele; T oder G = erzielte Tore; V oder A = erzielte Assists; Pkt oder Pts = erzielte Scorerpunkte; SM oder PIM = erhaltene Strafminuten; +/− = Plus/Minus-Bilanz; PP = erzielte Überzahltore; SH = erzielte Unterzahltore; GW = erzielte Siegtore; 1 Play-downs/Relegation; Kursiv: Statistik nicht vollständig)